# Лудвиг Савойски
Вижте пояснителната страница за други личности с името Лудвиг Савойски.
Лудвиг Савойски, наричан „Щедрият“ (на италиански: Lodovico di Savoia, Ludovico di Savoia, il Generoso, на френски: Louis Ier de Savoie; * 21 февруари 1413, Женева; † 29 януари 1465, Лион, Кралство Франция), от Савойската династия, е 2-ри херцог на Савоя, принц на Пиемонт, граф на Аоста, Мориен и Ница и хранител на Светата плащеница от 1440 г. до смъртта си.
Той е третият, който носи титлата „Принц на Пиемонт“. Наследява властта след смъртта на старейшините си и абдикацията на баща си, който става антипапа под името Феликс V.

## Произход
Той е син на Амадей VIII Савойски (* 1383, † 1451), 1-ви херцог на Савоя и антипапа като Феликс V, и на принцеса Мария Бургундска (* 1386, † 1422). Негови дядо и баба по бащина линия са Амадей VII Савойски, наречен „Червеният граф“, граф на Савоя, и Бона дьо Бери, а по майчина – херцог Филип II Бургундски и Маргарита III Фландърска. Има между осем и единадесет братя и сестри, от които две момчета и едно момиче умират като малки, следователно той се счита за втори в реда на унаследяване (след брат му Амадей):
- Маргарита (* 1405, † 1418)
- Антон (*/† 1407)
- Антон (*/† 1408)
- Мария (* 1411, † 1469), херцогиня на Милано като съпруга на Филипо Мария Висконти, херцог на Милано
- Амадей (* 1412; † 1431), принц на Пиемонт
- Бона (* 1415; † 1430)
- Филип (* 1417, † 1444), граф на Женева
- Маргарита (* 1420, † 1479), херцогиня на Калабрия и на Анжу, графиня на Прованс, Форкалкие и Мен като съпруга на Луи III дьо Валоа-Анжуйски, пфалцграфиня на Рейн като съпруга на курфюрст Лудвиг IV фон Пфалц и графиня на Вюртемберг като съпруга на Улрих V „Многообичания“.

## Биография

### Ранни години
На 15 август 1424 г. херцог Амадей VIII номинира двамата си сина Амадей и Лудвиг съответно за принц на Пиемонт и за граф на Женева. Годината на получаване на титлата за Женева варира при различните автори: 1427 или 1428 г. Освен това Лудвиг получава титлата „Граф на Бажè“ (владение на Брес).
През 1434 г. баща му се оттегля в замъка Рипай на Женевското езеро, като запазва контрола над херцогството. На 7 ноември 1434 г. Лудвиг наследява титлата „принц на Пиемонт“, а брат му Филип – „Граф на Женева“. Освен това Лудвиг е назначен за генерален лейтенант (наместник) на Савойските щати.

### Брак
На 12 февруари 1434 г. в Шамбери сключва брак с Анна дьо Лузинян, дъщеря на Янус, крал на Кипър и титулярен крал на Йерусалим, и на Шарлота дьо Бурбон. Съпругата му има силно влияние върху политиката му. Тя ражда шестнадесет или деветнадесет деца.
Сватбената церемония остава в аналите на Савойския дом: трае шест дни и е много скъпа. Бракът се празнува от архиепископа на Тарентез и тържествата се провеждат в замъка Шамбери. Ястията се състоят от овкусени месни ястия, предимно еленско. Празникът е осеян с разкошни интерлюдии, чудеса и зрелищни сцени. Представени от делегации са дванадесетте провинции, владения на Савойския дом, както и Кралство Кипър, също и рицарските ордени на Златното руно от Савоя, Бургундия и Австрия. Балът на първия ден продължава цяла нощ до сутринта. Празненството не свършва до зората на седмия ден.Сред гостите присъстват най-добрите приятели и близки роднини на съпруга: херцог Филип III от Бургундия, херцог Рене I от Бар, графът на Невер и графът на Клев, неговият баща херцог Амадей VIII, неговата сестра Маргарита, принцът на Оранж, посланикът на краля на Франция Кристоф д'Аркур. Сред тези на съпругата са кардиналът на Кипър, неин чичо. Баща ѝ кипърският крал Янус умира преди бракът да бъде официално сключен. 

### Регент на Савойското херцогство
В неделя, 7 ноември 1434 г. херцог Амадей VIII свиква своя съвет и важните лица в замъка Рипай. Всъщност той се е оттеглил там, за да основе Ордена на Свети Маврикий. На този ден Лудвиг става рицар на ордена в компанията на по-малкия си брат Филип, известен като Мосю или Монсеньор. Лудвиг сега носи титлата „Принц на Пиемонт“ и получава длъжността на генерален лейтенант (наместник) на херцогството. Така той става господар на Савойските щати.
Лудвиг наследява до известна степен баща си. По-големият му брат Амадей умира през 1431 г. Въпреки това Амадей VIII, който му няма пълно доверие, смята това регентство за един вид упражнение за Лудвиг и се намесва редовно в делата на херцогството. Той най-накрая абдикира в полза на сина си на 6 февруари 1440 г. след избирането му за антипапа на Базелския събор.
Регентството, което той упражнява с титлата „Принц на Пиемонт“, е в основата на нова традиция в Савойския дом: това за систематично предоставяне на тази титла на престолонаследника.

### Херцог на Савоя
Лудвиг трябва да търпи интригите на кипърското обкръжение на съпругата си, но и амбициите на своите съседи французи и миланци. Следователно той трябва да се откаже от Валентиноа. Херцогът обаче се опитва да следва външната политика на баща си. Непостоянството му обаче е тотално: съюз с Бургундия през 1441 г., арбитраж на спорове между Херцогство Бургундия и Берн, помощ на Берн срещу Фрибург, който се предава на Савоя през 1450 г. Мекостта на Лудвиг не позволява на военните му добродетели да блеснат и Савоя имат значителни проблеми в опита си за завладяване на Миланското херцогство. Те се опитват да го отнемат от завоевателя Франческо I Сфорца, който го е завладял за сметка на ефимерната Амвросианска република след смъртта на Филипо Мария Висконти без наследници. Въпреки това след като сключва договор с миланския херцог на 27 декември 1450 г., Лудвиг влиза на 16 април 1451 г. в съюз, сформиран от Венецианската република, Алфонсо V Арагонски, крал на Неапол, и Джовани V, маркиз на Монферат. Тази лига обаче е изправена пред съюза на Сфорца с Кралство Франция, Флорентинската република и Генуезката република. Надеждите на Лудвиг да завладее поне град Новара са загубени, когато на 9 април 1454 г. Франческо Сфорца сключва мир с Венецианската република в Лоди (Мир от Лоди), която по този начин изоставя лигата, последвана от Алфонсо V Арагонски.
Междувременно Лудвиг дава убежище на Дофина на Франция, бъдещият крал Луи XI, който е в жесток конфликт с баща си Шарл VII. Дофинът временно намира убежище в Савойското херцогство и на 14 ноември 1451 г. се жени за дъщерята на Лудвиг, Шарлота Савойска. Ситуацията, в която се намира херцогството и неговите финанси, след лошия резултат от опитите за експанзия в Ломбардия, принуждават Лудвиг да се споразумее с Шарл VII. На 27 октомври 1452 г. той подписва мирен договор с френския крал в замъка Клепие във Фьор, който сигнализира съгласието на Шарл за сватбата на сина му с Шарлота, но и налага някои унизителни условия на Лудвиг, като това да приеме без наказания савойските изгнаници, които са избягали в Милано и Франция, след като са заговорничили срещу него, и да има група от двеста савойски благородници, които да гарантират спазването на тези споразумения.
На 13 септември 1452 г. той и съпругата му купуват Торинската плащеница от Маргарита дьо Шарни срещу замъка Варамбон. Тя е в притежание на Савойската династия до 1946 г., в края на Кралство Италия, и е завещана на Светия престол през 1983 г.

### Последни години и смърт
В края на управлението на Лудвиг синът му Филип, особено бурен, е замесен в заговор срещу него и води до падането на канцлера на Савоя Джовани ди Валперга. След този конфликт Лудвиг отива в изгнание в Лион през 1462 г., за да потърси помощта на Луи XI. След като прекарва повече от година във френския двор, той се завръща в Лион с една от дъщерите си преди 20 декември 1464 г. Умира на 29 януари 1465 г. в Лион.
Съпругата му Анна дьо Лузинян умира през 1462 г. Тялото ѝ е погребано в параклиса „Св. Мария Витлеемска“ в бившата църква „Св. Франциск“ в Женева. Лудвиг също е погребан в този параклис. Сърцето и вътрешностите му са депозирани в старата църква на Целестинския манастира в Лион.

## Любопитно
По време на управлението му през 1453 г. в Торино се случва евхаристийното чудо, известно като Торинското чудо. По време на война, избухнала през 1453 г. между Дофине и Савойското херцогство, Ексилес е разграбен от въоръжени савойски войски. Според преданието войниците нахлуват в селската църква и открадват ценни предмети, сред които и Светото причастие. За препродаване на откраднатите стоки е избран Торино, достигнат на 6 юни 1453 г. – денят на годишнината от Corpus Domini (Празникът на тялото и кръвта Христови) същата година. Откраднатите предмети са натоварени на муле, което, според историята, странно спира пред църквата „Св. Силвестър“, въпреки че войниците всячески се опитват да го накарат да продължи. То се просва на земята и дисагите му се развързват без човешка помощ, а нафората не пада на земята, а според очевидци остава да виси дълго време във въздуха за възхищение на присъстващите. Новината предизвиква сензация и епископ Лудовико да Романяно побързва към мястото, организирайки процесия: след като издига чаша към небето, нафората е сложена там, за да бъде пренесена триумфално в Торинската катедрала. На мястото на чудото е издигната църква, която по-късно става Базилика „Корпус Домини“.
Лудвиг Савойски е голям почитател и потребител на сирена, дотолкова, че лекарят и академик, неговият придворен Панталеоне да Конфиенца, се сеща да напише, като почит към своя господар, текст, изцяло посветен на млечните продукти, De Summa Lacticinorum.

## Брак и потомство
∞ февруари 1434 за Анна дьо Лузинян (* 1419, † 1462), дъщеря на Янус, крал на Кипър и Йерусалим и на съпругата му Шарлота дьо Бурбон, от която има шестнадесет или осемнадесет деца (10 сина и 8 дъщери):
- Амадей IX Блажени (* 1 февруари 1435, Тонон; † 30 март 1472, Верчели), 3-ти херцог на Савоя, принц на Пиемонт, граф на Аоста и на Мориен; ∞ 1452 за Йоланда Френска (* 23 септември 1434, Тур; † 28 август 1478, Шамбери), дъщеря на краля на Франция Шарл VII и на съпругата му Мари д'Анжу, от която има седем сина и три дъщери
- Мария Савойска (* 10 март 1436, Морж; † 1 декември 1437, Тонон), погребана на 4 декември в Абатство Откомб
- Лудвиг Савойски или Женевски (* 1 април 1437, Женева; † 16 юли 1482, замък Рипай до Тонон), граф на Женева и чрез брак крал на Кипър; 1. ∞ 14 декември 1447 за Анабела Шотландска (* ок. 1436, † 1509), дъщеря на краля на Шотландия Джеймс I, от която няма деца 2. ∞ 7 октомври 1459 за Шарлота дьо Лузинян, кралица на Кипър, дъщеря на крал Жан II Кипърски и Елена Палеологина, от която има един син
- Маргарита Савойска (* април 1439, Пинероло; † 8 март 1485, Брюге), чрез брак маркграфиня на Монферат; 1. ∞ 1458 за Джовани IV (* 24 юни 1413 ,† 19 януари 1464), маркграф на Монферат, от когото няма деца 2. ∞ 1466 за Пиер II Люксембургски (* 1435 † 1482), граф на Сен Пол и на Соасон, син на конетабъл Луи дьо Люксембург и на първата му съпруга Жана дьо Бар, от когото има трима сина и три дъщери
- Жан Савойски (* 8 септември 1440, Женева; † 22 декември 1491, Анси), граф на Женева, барон на Фосини и на Бофор от 1460 до смъртта си; ∞ 1. 1466 за Елена Люксембургска († 1488), от която има една дъщеря 2. 1488 за Магдалена Бретанска, от която няма деца
- Шарлота Савойска (* 16 ноември 1441, Шамбери; † 1 декември 1483, Амбоаз), чрез брак кралица на Франция; ∞ 1451 за Луи XI (* 1423 † 1483), от когото има осем деца, сред които краля на Франция Шарл VIII и принцеса Ан дьо Божо
- Аймон Савойски (* 2 ноември 1442, Женева; † 30 март 1443, Женева)
- Филип II Савойски Безземни (* 5 февруари 1438 или 15 ноември 1443, замък на Шамбери; † 7 ноември 1497, замък на Шамбери), родоначалник на кадетския клон Савоя-Брес и 7-и херцог на Савоя (1496 – 1497); ∞ 1. 6 април 1472 в замъка Мулан за Маргарита дьо Бурбон (* 1438, † 24 април 1483, замъка Пон д'Ен), втора дъщеря на Шарл I, 5-и херцог на Бурбон и на Оверн, и съпругата му Агнес Бурдундска (дьо Валоа), от която има трима сина и една дъщеря 2. 11 ноември 1485 за Клодин дьо Брос Бретанска (* ок. 1450; † 13 октомври 1513, Шамбери), дъщеря на Жан II дьо Брос, господар на Брусак и Сен Север, граф на Понтиевр, и съпругата му Никол дьо Блуа-Шатийон, графиня на Понтиевр и виконтеса на Лимож, от която има четирима сина и две дъщери
- Жак Савойски (* 29 ноември 1444, Женева; † 20 юни 1445, Женева, погребан в Абатство Откомб)
- Агнес Савойска (* 1445, † 1508), чрез брак графиня на Лонгвил; ∞ 2 юли 1466 за Франсоа I Орлеански-Лонгвил, син на Жан дьо Дюноа, от когото има двама сина
- Петър Савойски (* ок. 2 февруари 1446, Женева; † август 1458, Торино), абат на базилика „Сант Андреа“ във Верчели, епископ на Женева, архиепископ на Тарантез
- Йохан Лудвиг (Жан-Луи) Савойски (* 26 февруари 1447, Женева; † 11 юни 1482, Торино), църковно лице, администратор на Женевската епархия и администратор на Тарантез
- Мария Савойска (* 20 март 1448, Пинероло; † 13 септември 1475), ∞ 1466 г. за конетабъл Луи Люксембургски-Сен-Пол (* 1418, † 1475), граф на Сен Пол и Лини, от когото има двама сина и една дъщеря;
- Бона Савойска (* 12 август 1449, Авиляна; † 17 ноември 1503, Фосано), чрез брак херцогиня на Милано; ∞ 1468 за Галеацо Мария Сфорца (* 1444, † 1476), херцог на Милано, от когото има двама сина и две дъщери
- Жак Савойски (* 12 ноември 1450, Женева; † 30 януари 1486, Хам), граф на Ромон, господар на Во, ∞ 1484 за племенницата си Мария Люксембургска-Сен-Пол, от която има една дъщеря
- Анна Савойска (* септември 1452, Женева; † 1 октомври 1452, пак там)
- Франц Савойски (* 19 август 1454, Анси; † 3 октомври 1490, Торино), архиепископ на Ош и администратор на Женевската митрополия
- Жана Савойска (* ок. 1456), бездетна.

- Децата на Лудвиг
- Амадей IX
- Лудвиг
- Филип II
- Шарлота
- Бона
- Жак

Има и няколко извънбрачни деца, сред които:
- Йохан Франциск Савойски († 1522), епископ на Женева (1513 – 1522)

### Други
- LOUIS de Savoie, на Medlands